# Quartierspark Mellenseestraße
Der Quartierspark Mellenseestraße ist eine Parkanlage im Berliner Ortsteil Friedrichsfelde im Bezirk Lichtenberg. Er entstand nach Abriss einer Kindertagesstätte sowie unter Einbeziehung eines früheren Kinderspielplatzes mit Plansche und vorhandenem Baumbestand. Im Bezirk ist er der einzige Park mit einer Wasserspielanlage.

## Geschichte
Im Sewanviertel stehen viele Plattenbau-Wohnhäuser, dazwischen wurden bereits Kinderbetreuungseinrichtungen, Spielplätze, Schulen und Erholungsflächen eingeplant und angelegt. Nach der deutschen Wiedervereinigung zogen zahlreiche Familien aus den Wohnungen fort, Kitas und Schulen wurden nicht mehr so umfänglich benötigt. Im Jahr 2006 wurde eine Kinder-Kombination an der Mellenseestraße abgerissen und die Fläche sollte neu genutzt werden. Das Bezirksamt, Anwohnerinitiativen und ein Planungsbüro entwarfen gemeinsam das Konzept für eine Umwandlung in ein Naherholungszentrum mit dem Arbeitstitel Quartierspark Mellenseestraße. Mit Hilfe von Fördermitteln der EU und aus dem Programm Stadtumbau Ost entstand ein generationenübergreifender Park. 
Der Ostteil der Anlage besitzt eine dreieckige Fläche und wurde unter dem Motto Strand gestaltet. Ein Aufruf zur Einreichung von Namensvorschlägen hat nichts erbracht, daher beschloss das Bezirksamt, den Planungsnamen offiziell zu übernehmen.
Die im westlichen Bereich des Parks mit einer quadratischen Fläche gewachsenen Bäume, darunter seltene Schnurbäume, Korkeichen sowie einheimische Laubbäume wurden zu einem Erholungsort umgestaltet und mit weiteren hochstämmigen Bäumen bepflanzt.
Im Jahr 2016 erfolgte eine Erweiterung des Quartiersparks mit einem Spielplatz und Bolzplatz. Dafür mussten 90 Bäume dieses Parkbereiches gefällt werden, davon waren 15 durch das Baumschutzgesetz geschützt. Zur gesetzlich vorgeschriebenen Ersatzpflanzung der geschützten Bäume wurden auf einer nahegelegenen und zuvor entsiegelten Parkplatzfläche 23 junge Laubbäume (Stammdurchmesser 18–20 Zentimeter) neu gepflanzt. Der Quartiersparks erhielt damit einen weiteren Zugang vom Hönower Weg aus.

## Beschreibung

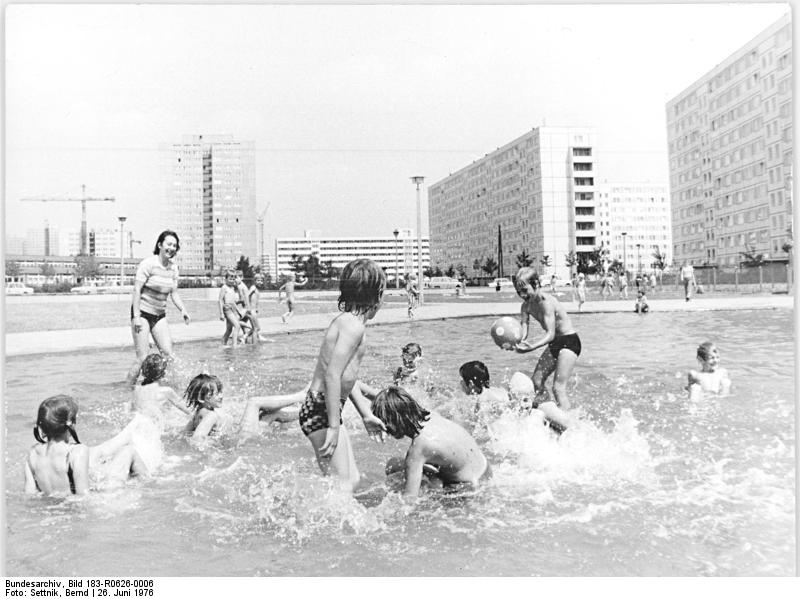
Planschbecken Mellenseestraße, 1976

Ein früher hier vorhanden gewesenes und viel genutztes Planschbecken (siehe Bild) erhielt nach 1990 eine aufgeständerte ringförmige Sprühanlage aus Edelstahl. Der Boden des Beckens wurde im Rahmen der Umbauarbeiten zum Park aufgebrochen und in kleinerer Fläche erneuert. Im Jahr 2015 musste die Sprühanlage ausgebessert werden.
Der Strandbereich auf der Fläche eines etwa zwei Meter hohen künstlichen Hügels besteht aus großen Sandflächen mit Matschtischen, die mittels einer Handpumpe benässt werden können. Der Hügel ist mit einigen steinernen Sitzgelegenheiten quer gegliedert.

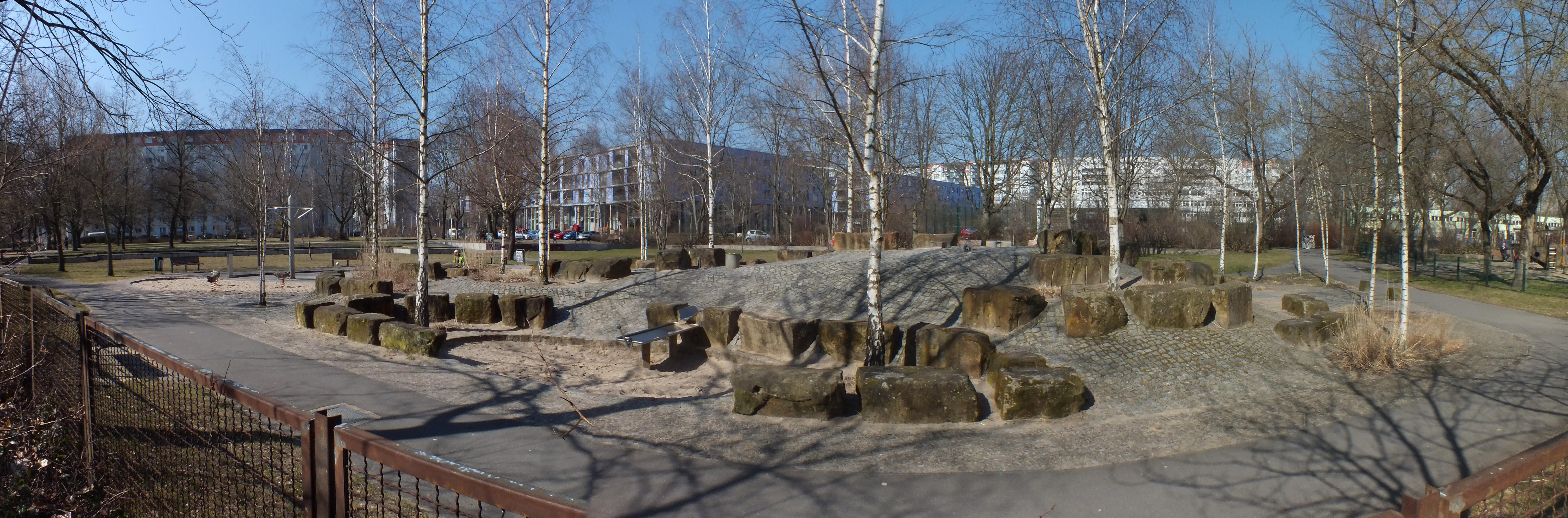
Panorama von Südwesten

Zwei begrünte Geländestufen und eine lange Sitzbank bieten Platz für erwachsene Begleitpersonen der Kinder.
Baulich und mit neu angepflanzten Büschen deutlich abgesetzt ist der baumbestandene Parkbereich, auch er bietet Sitzgelegenheiten. 
Entlang der Mittelachse zwischen dem Spiel- und dem Ruhebereich befinden sich feste Brettspieltische, Tischtennisplatten und ein Trimm-dich-Pfad mit sechs Stationen für alle Altersgruppen.
Alle Zugänge und Wege im Park sind barrierefrei gestaltet. Zur Befestigung der Wege kam ein neuartiges Oberflächenmaterial (Santra) zur Anwendung, welches eine hohe Abriebfestigkeit, gute Versickerungseigenschaften besitzt und den Bewuchs durch Moose, Flechten oder Kraut vermindert.